# 吕伯瑙
施普雷瓦尔德地区吕伯瑙（德語：Lübbenau/Spreewald），通称吕伯瑙（德語：Lübbenau，發音：[lʏbəˈnaʊ] ⓘ，發音：[ˈlubnʲɔw]），是德国勃兰登堡州上施普雷瓦尔德-劳西茨县的城市，面积139.4平方千米，2023年12月31日人口为15,774人。